# Nedim Halilović
Nedim Halilović  (Brčko, 1. srpnja 1979.) je bosanskohercegovaki umirovljeni nogometaš i bivši reprezentativac.